# Jens Eisfeld
Jens Eisfeld (* 1969 in Marburg) ist ein deutscher Rechtswissenschaftler.

## Leben
Er studierte Rechtswissenschaft an der Universität Gießen (erstes juristisches Staatsexamen 1995). Nach dem juristischen Vorbereitungsdienst am Oberlandesgericht Bamberg (zweites juristisches Staatsexamen 1999) absolvierte er 2003/2004 ein LL.M.-Studium an der University of Illinois, unterstützt durch ein Jahresstipendium des DAAD. Nach der Promotion 2004 zum Dr. iur. an der Universität Bayreuth war er von 2008 bis 2011 Inhaber einer von der DFG-finanzierten Eigenen Stelle an der Universität Bayreuth (Thema des Forschungsprojekts: „Naturrechtliches und geschichtliches Denken in der deutschen Rechts- und Staatstheorie der ersten Hälfte des 19. Jahrhunderts“). Nach der Habilitation 2014 an der Universität Bayreuth (Lehrbefähigung in den Fächern „Bürgerliches Recht“, „Deutsche Rechtsgeschichte“, „Rechtsphilosophie“ und „Rechtstheorie“) war er von 2016 bis 2018 Inhaber einer von DFG-finanzierten Eigenen Stelle an der Universität Bayreuth (Thema des Forschungsprojekts: „Sollenserfahrung im absoluten Sein. Philosophische Grundlagen der positiven Rechtswissenschaft in Deutschland im 19. Jahrhundert“). Seit 2019 ist er Professor für Zivilrecht an der UFL.

## Schriften (Auswahl)
- Die Scheinehe in Deutschland im 19. und 20. Jahrhundert. Tübingen 2005, ISBN 3-16-148589-0.
- Liberalismus und Konservatismus. Die US-amerikanische Diskussion um die Legalisierung gleichgeschlechtlicher Ehen durch Gerichtsurteil. Tübingen 2006, ISBN 3-16-148996-9.
- mit Michael Zwanzger, Martin Otto und Louis Pahlow (Hg.): Naturrecht und Staat in der Neuzeit. Diethelm Klippel zum 70. Geburtstag. Tübingen 2013, ISBN 978-3-16-152462-2.
- Erkenntnis, Rechtserzeugung und Staat bei Kant und Fichte. Tübingen 2015, ISBN 3-16-152743-7.